# Neopetrosia sapra
Neopetrosia sapra är en svampdjursart som först beskrevs av de Laubenfels 1954.  Neopetrosia sapra ingår i släktet Neopetrosia och familjen Petrosiidae. Inga underarter finns listade i Catalogue of Life.